# Франко-испанская война (1683—1684)
Франко-испанская война 1683—1684 годов — вооружённый конфликт между Францией и Испанской империей, ставший следствием политики присоединений Людовика XIV.

## Франко-испанский конфликт
Отношения между двумя державами обострились в результате французских аннексий в пограничных районах. Уже в августе 1680 года в окружении испанского короля предполагали возможность новой войны, а осенью на море произошло несколько инцидентов, связанных с отказом отдать честь флагу.
Аннексия графства Шини и блокада Люксембурга к началу весны 1682 года поставили стороны на грань войны, но 23 марта Людовик согласился пойти на уступки и вывел войска из герцогства Люксембург.

## Попытки создания коалиций
В июне 1680 года Испания заключила с Англией договор о взаимной поддержке. Людовик XIV был этим сильно разгневан, угрожал Карлу II Английскому опубликовать секретные статьи Дуврского договора и направил субсидии лидерам парламентской оппозиции. В конце концов, возобновив выплату пенсиона английскому королю, Людовик добился выхода Англии из соглашения с испанцами.
В Германии Регенсбургский рейхстаг в июле 1680 постановил собрать 40-тыс. армию для противодействия французам, но дипломаты Людовика сумели свести на нет усилия имперцев. 30 сентября 1681, в день, когда французские войска аннексировали Страсбург и вступили в Казале, король Швеции, крайне недовольный аннексией графства Цвайбрюккен, принадлежавшего его кузену, вступил в антифранцузский союз с Соединенными Провинциями Нидерландов, а в феврале 1682 к этому альянсу присоединился император. В мае к числу союзников добавилась Испания, и Четверной альянс начал представлять опасность для Франции. Вдобавок в сентябре 1682 образовалась враждебная Людовику Лига рейнских принцев.
Людовик XIV, в свою очередь, начал формирование антигабсбургской коалиции. 11 января 1681, в обмен на пенсион в 100 000 экю и помощь в случае нападения, король заручился союзом с курфюрстом Бранденбурга Фридрихом Вильгельмом. Одновременно он пытался добиться мирного урегулирования с империей. Во Франкфурте открылась конференция для рассмотрения жалоб принцев, ставших жертвами присоединений. На этих переговорах Франция предложила вернуть Фрайбург, ограничиться уже присоединенными территориями (включая Страсбург), и отказаться от дальнейших претензий, заключив 30-летнее перемирие.
Император счел французские предложения неприемлемыми и отказался признавать любые аннексии, независимо от степени их законности. Угроза войны становилась всё более реальной, и 9 ноября после 7-часового обсуждения королевский совет решил возобновить поиск союзников. 22 января 1682 был обновлен договор с Фридрихом Вильгельмом, которому пообещали ежегодную субсидию в 400 000 ливров, подлежавшую утроению в случае войны. 25 марта к франко-бранденбургскому союзу присоединилась Дания.
10 июня германские противники Франции образовали Люксембургский союз, в который, кроме императора, вошли округа Франш-Конте и Верхнего Рейна. Людовик предпринял против Габсбургов диверсию на востоке, тайно поддержав мятеж Имре Тёкёли. В результате репрессий, которые австрийцы применили к венгерским недовольным, часть дворянства в начале 1682 года решила стать вассалами турок, по образцу Трансильвании. Назревала новая австро-турецкая война, способная связать руки императору и части германских князей и ставившая короля Франции в двусмысленное положение.
«Христианнейший монарх» не мог стать прямым союзником османов, и королевский совет воспротивился подобному предложению из боязни вызвать всеобщее недовольство в Европе. В Германии уже ходили памфлеты, порицавшие «тюрбанизированный» французский двор. Франция в 1681—1682 годах одновременно вела переговоры с османами и военные операции против пиратов в Средиземном море, где эскадра Абраама Дюкена громила триполитанцев и алжирцев, бомбардировала Хиос и преследовала корабли капудан-паши до самого Константинополя.

## Обострение конфликта
В октябре 1682 маркиз де Прёйи, зашедший в Кадис с четырьмя кораблями, отказался приветствовать испанского адмирала, имевшего на рейде 18 кораблей, и приготовился к бою. Испанец не решился развязать войну и увел свои силы подальше от французов.
В 1682 году в Регенсбурге несколько месяцев шли переговоры, на которых французские представители пытались убедить императора и сейм принять их предложения, а в конце года вся Венгрия перешла в руки Тёкёли, и к весне 1683 года великий визирь Кара-Мустафа собрал в Белграде огромную армию для похода на Вену. 12 июля передовые турецкие части подошли к австрийской столице. Папский нунций просил Францию о содействии в борьбе с врагами христианства, но Людовик отделался лишь благими пожеланиями.
Не дожидаясь исхода решительного сражения с турками, король 31 августа уведомил штатгальтера Испанских Нидерландов маркиза ди Грану о том, что, поскольку Испания не признала претензий, заявленных присоединительной палатой Меца на герцогство Люксембург, французская армия из 20 тыс. пехоты и 1500 всадников вводится на сопредельную испанскую территорию и будет там жить за счет местных ресурсов. Французы разграбили испанскую Фландрию и вдобавок взыскали с неё контрибуцию в 3 млн. Король Испании в ярости объявил 26 октября войну Людовику.
Маркиз ди Грана, надеявшийся после снятия осады Вены на помощь Империи, 12 октября приказал отвечать насилием на насилия французов. Людовик воспользовался этим предлогом, чтобы разгромить Нидерланды до того, как император Лепольд смог бы оказать им поддержку.

## Война
По выражению Франсуа Блюша, эта война была похожа на столкновение глиняного и железного горшков, настолько неравны были силы противников. Ещё 24 октября Людовик сообщил командующему Фландрской армией маршалу д’Юмьеру: «Я вам приказываю сжигать 50 домов или деревень взамен одного сожженного в моих владениях». Военный министр Лувуа настраивал интенданта Робера в том же духе: «Я прошу вас неизменно оставаться жестоким и безжалостным».
Статхаудер Нидерландов Вильгельм III Оранский направил маркизу ди Гране 8000 человек во исполнение союзного договора, но вскоре французский посол в Гааге граф д’Аво, уже несколько лет создававший за спиной принца профранцузскую коалицию нидерландских провинций, сумел вывести республику из войны. Бюргеры Амстердама и делегаты Фрисландии, недовольные самоуправством оранжистов, наложили вето на вступление их страны в войну. Император и германские князья были заняты борьбой с турками, и в результате Испания оказалась с Францией один на один.
Основным театром военных действий были Испанские Нидерланды, кампания в которых была «столь же короткой, сколь и жестокой». Васланд, север Фландрии и Брабант были безжалостно опустошены. В начале ноября маршал д’Юмьер и Вобан овладели Куртре и Диксмёйде. 11 декабря маркиз ди Грана, пытавшийся сохранить лицо, «объявил великому королю войну в таких выражениях, будто был полон уверенности и надежды». В конце того же месяца маршал Креки бомбардировал Люксембург. 35 тыс. французов подошли к воротам Брюсселя, опустошив окрестности его и Брюгге, а также собрав трёхмиллионную контрибуцию. Людовик вёл военные действия со своей обычной жестокостью, но одновременно предлагал испанцам мир на условиях признания французского сюзеренитета над Люксембургом.
В марте 1684 Ауденарде был подвергнут д’Юмьером бомбардировке и сильно разрушен. На пиренейском театре две французские армии вторглись в испанскую Наварру и Каталонию. Испанское правительство не смогло отмобилизовать регулярные войска для защиты этих провинций, и сопротивление захватчикам оказывали местные гарнизоны и ополченцы. В мае маршал Бельфон разбил испанцев в бою на реке Тер, но овладеть Жироной французы не смогли.
4 июня после нескольких месяцев осады пал Люксембург. Князь де Шиме передал ключи от города маршалу Креки, добившемуся победы благодаря содействию Вобана. Развивая успех, французы вступили в Трир, разрушив крепостные стены, а затем с согласия курфюрста ввели войска в Кёльн.
Голландская и испанская армии, призванные оборонять страну, разрушили Эвер, Дигем, Харен и все деревни между Мехеленом, Лувеном и Брюсселем, а затем голландцы 29 июля 1684 подписали с Францией Гаагский договор и вышли из войны. С этого момента у французов были совершенно развязаны руки. Их армия занимала позицию у Нивеля, затем встала у Харлебека и в окрестностях Ата и Турне, повсюду предаваясь грабежу. Маркиз де Буфлер под страхом смерти запретил крестьянам убирать зерно и конфисковал уже сжатое, наполнив свои магазины в Турне. Каждый французский солдат был обязан под угрозой бастонады доставить туда хотя бы одну сумку зерна, за что получал плату. Таким образом все Эно лишилось урожая. Между тем испанская армия отсиживалась в лагере под Брюсселем, между Сенной и Виллебрукским каналом, тогда как французы разграбили весь Валлонский Брабант, область Алста и шателению Ауденарде, откуда многие поселяне были вынуждены бежать.

## Бомбардировка Генуи
Среди немногих союзников Испании особое недовольство Людовика вызывали генуэзцы, которых он называл «итальянскими голландцами». Французский посланник в республике Пиду де Сент-Олон заявил протест против строительства галер для Испании и пригрозил войной в случае их спуска на воду. Генуэзцы отклонили французский ультиматум, и 15 мая 1684 Людовик объявил им войну. Через четыре дня эскадра Дюкена и госсекретаря по морским делам маркиза де Сеньеле подошла к городу. В течение шести дней французы вели беспощадный обстрел, обрушив на Геную 14 000 бомб. Пожары полностью разрушили порт, а также три четверти городской застройки.

## Бой у полуострова Кап-Корс
Среди морских боестолкновений лета 1684 года наиболее известным является сражение между французским 50 или 54-пушечным линкором «Ле-Бон» и 35 испано-генуэзскими галерами у полуострова Кап-Корс на севере Корсики. После пятичасового боя французу удалось вырваться и уйти в Ливорно.

## Регенсбургское перемирие
Французы сосредоточили в Эльзасе кавалерийский корпус (120 эскадронов), и направили Регенсбургскому рейхстагу ультиматум, истекавший 15 августа 1684. Противники Франции были вынуждены признать своё поражение, и в последний день в Регенсбурге были подписаны два договора: с императором и королём Испании. Устанавливалось 20-летнее перемирие, Франция оставляла за собой все территории, присоединенные до 1 августа 1681, а также Страсбург и Кель на другом берегу Рейна, Люксембург, Бомон, Бувин, Шиме и разрушенные Куртре и Диксмёйде.
Регенсбургский договор стал кульминацией внешнеполитических успехов Людовика XIV. Французы контролировали важнейшие крепости по Среднему Рейну, за исключением Кобленца и Майнца, но некоторые из присоединенных земель находились всего в нескольких километрах от этих городов.
При этом стороны рассматривали договор лишь как временную передышку, так как Людовик не собирался сворачивать свою экспансию, а его противники надеялись создать новую коалицию и взять реванш. Для сдерживания французов в 1686 году была образована Аугсбургская лига, и через два года началась новая война.

## Комментарии
1. ↑  В популярной западной литературе также именуется «войной (из-за) присоединений» (guerre des Réunions)
2. ↑  Из инструкций, данных Людовиком своему послу в Константинополе маркизу де Гийерагу, следует, что король не давал великому визирю прямого совета напасть на Вену, но всячески склонял его к активизации военных действий в Венгрии (Petitfils J.-C. Louis XIV: Chapitre XVII. Les réunions)
3. ↑  Наваррский поход носил характер военной демонстрации. Среди прочего Людовик XIV требовал сюзеренитета над Памплоной, Фуэнтеррабией и их зависимостями. В начале марта 1684 маршал Бельфон прибыл в Байонну, 8 марта приехал в Сен-Жан-Пье-де-Пор, где сформировал отряд из шести рот Пьемонтского полка, ополчения Нижней Наварры и цвета местной знати. С этими силами он 22 марта выступил в поход, форсировал по глубокому снегу Ронсевальское ущелье и занял Ронсесвальес, выдвинув передовые части в Бургете, после чего 20 апреля вернулся в Сен-Жан-Пье-де-Пор (Sevin de Quincy, pp. 43—47)